# Cyrtopogon planitarsus
Cyrtopogon planitarsus är en tvåvingeart som beskrevs av Wilcox och Martin 1936. Cyrtopogon planitarsus ingår i släktet Cyrtopogon och familjen rovflugor.
Artens utbredningsområde är Oregon. Inga underarter finns listade i Catalogue of Life.